# Verbascum longiracemosum
Verbascum longiracemosum är en flenörtsväxtart som beskrevs av Louis Athanase Anastase Chaubard. Verbascum longiracemosum ingår i släktet kungsljus, och familjen flenörtsväxter. Inga underarter finns listade i Catalogue of Life.